# Pôr do Sol: O Mistério do Colar de São Cajó
Pôr do Sol - O Mistério do Colar de São Cajó é um filme português de comédia, realizado por Manuel Pureza, tratando-se de uma prequela da série da RTP1 Pôr do Sol. Estreou a 3 de agosto de 2023, e junta no elenco Rui Melo, Gabriela Barros, Diogo Amaral, Marco Delgado, Sofia Sá da Bandeira, Manuel Cavaco, Carla Andrino, Diogo Infante e José Raposo, entre outros.
No espaço de uma semana, tornou-se o filme português mais visto do ano de 2023, somando 44 082 espetadores e cerca de 264 882 euros de receita bruta de bilheteira.

## Sinopse
O filme recua até ao tempo dos celtiberos, 3500 anos atrás, quando o colar foi criado e, posteriormente, entregue à família Bourbon de Linhaça.

## Elenco
- Gabriela Barros - Matilde Bourbon de Linhaça/Filipa Martins/Salomé
- Diogo Amaral - Lourenço Paulino
- Marco Delgado  - Eduardo Bourbon de Linhaça
- Sofia Sá da Bandeira  - Madalena Bourbon de Linhaça
- Rui Melo - Simão Bourbon de Linhaça
- Diogo Infante - Duarte Bourbon de Linhaça
- José Raposo - Miguel Bourbon de Linhaça
- João Vicente - Henrique
- João Jesus - César
- Vítor d'Andrade - Padre Vitó
- Manuel Cavaco - António Paulino
- Ângela Pinto - Maria da Piedade
- Carla Andrino - Ivone
- António Melo - Tó Mané
- Rodrigo Saraiva - Raúl
- Susana Blazer - Carla
- João Baptista - Nando
- Sofia Aparício - Cristina Chrysler
- Madalena Almeida - Vera
- Cristóvão Campos - Diogo
- André Pardal - Jimmy
- Luís Aleluia - Sebastião
- Luisa Ortigoso - Celeste
- Cristina Oliveira - Lena
- Patrícia Tavares - Elsa
- Rita Salema - Madre Peluda
- Inês Castel-Branco - Mafalda
- Rodrigo Soares - Rúben
- Zeca Medeiros - Tuareg
- Paulo Calatré - Narciso
- Tiago Negrão Pinheiro - Empregado Banco
- Francisco Pureza - Criança Castelo
- Toy - Cantor medieval